# Purins

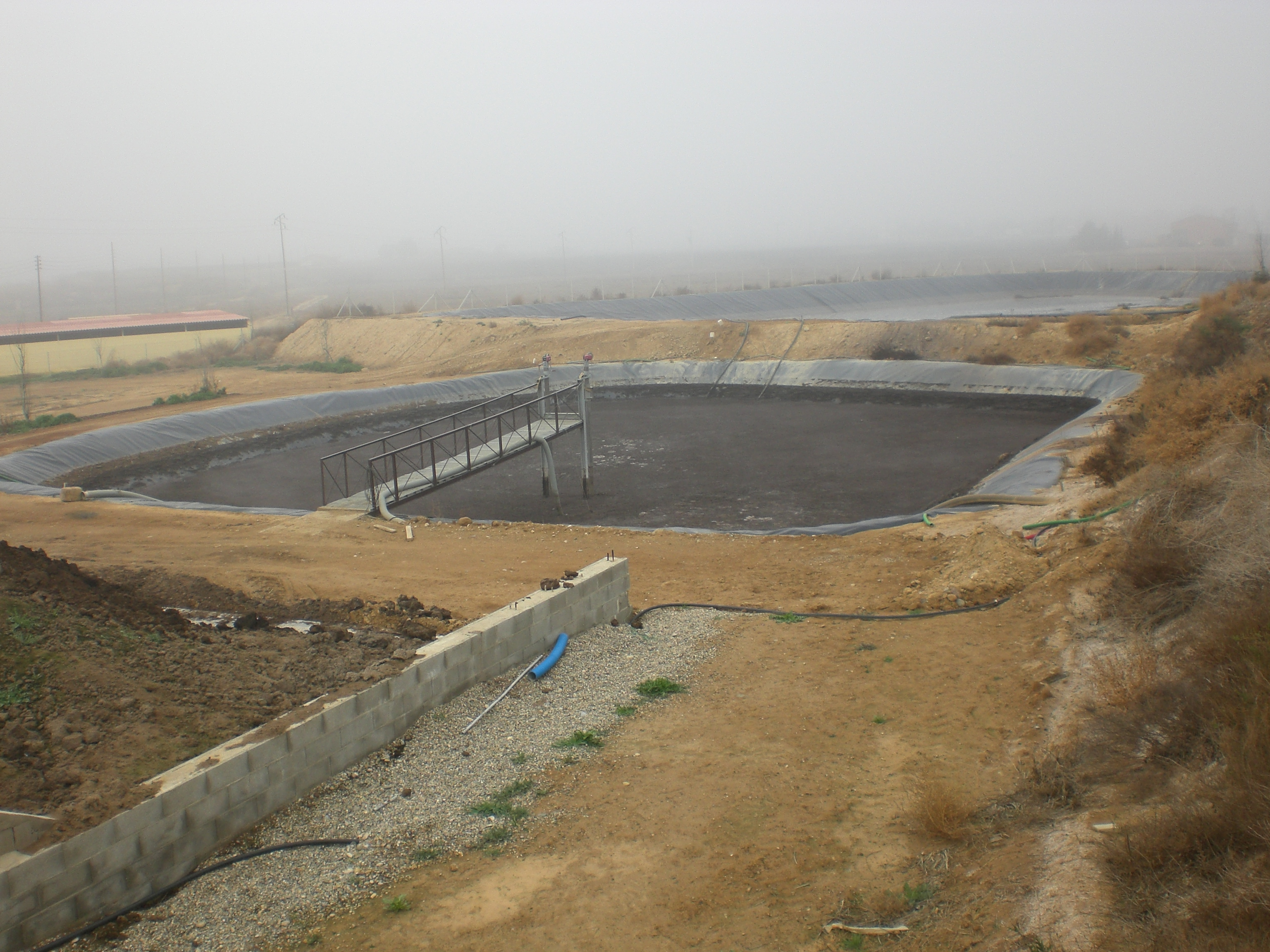
Bassa de purins

El purí, purins o fems líquids són el producte constituït per una barreja de dejeccions sòlides i líquides i restes de palla, de productes d'alimentació animal i aigua; en quantitats variables generalment amb un contingut d'aigua superior al 85% del pes. S'acostumen a emmagatzemar en fosses de purins (dins del recinte d'una granja) o en basses específiques.
Els purins de porc són els més coneguts, ja que, a part de ser un fertilitzant orgànic, poden suposar problemes mediambientals per la seva sobreutilització especialment en regions on la ramaderia intensiva està molt concentrada. Això fa que el seu control estigui regulat per llei a la Unió Europea.

## Utilització com a fertilitzant orgànic

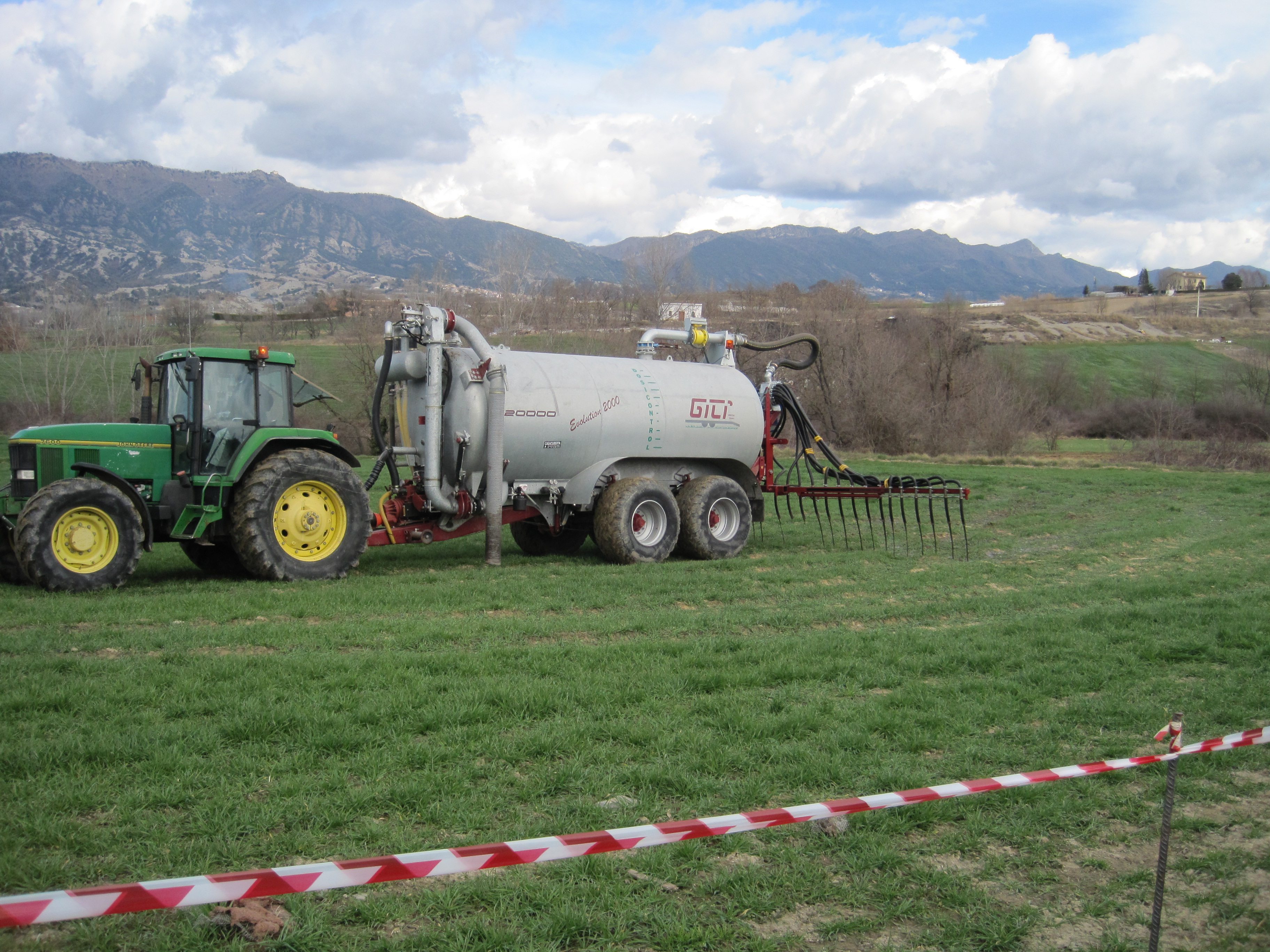
Aplicació de purins com a fertilitzant

Els fems animals i els purins s'han utilitzat durant segles com un fertilitzant per a l'agricultura, ja que milloren l'estructura del sòl (agregació) i la seva capacitat d'absorció de nutrients i aigua, tornant-se més fèrtil. Els fems animals també fomenten l'activitat microbiana del sòl, que afavoreix l'alliberament de minerals millorant la nutrició de les plantes. A més, contenen nitrogen i altres nutrients que ajuden al creixement de les plantes.
Pel que fa al seu ús com a fertilitzant agrícola, 10 metres cúbics de purí de porc d'engreix tenen un contingut en elements fertilitzants d'aproximadament 59 kg de nitrogen, 53 kg de fósfor (P₂O₅) i 36 kg de potassi (K₂O), i un baix contingut en matèria orgànica. Aquesta composició és molt variable, en funció de factors com tipus de bestiar, l'alimentació o la gestió de l'aigua.
Normalment els purins s'escampen en els camps utilitzant cisternes de purins. L'adobat amb purins provoca una olor desagradable, a causa d'haver sofert una fermentació anaeròbica, per aquesta raó en algunes zones s'apliquen enterrant-los directament al sòl injectats per reduir l'emanació de males olors.

## Altres usos
En l'actualitat s'està estudiant el reciclatge dels purins de porc per a diversos usos, entre ells per a l'obtenció de metà o biogàs, per al seu ús com a adob o bé fins i tot depurar-lo per a aprofitar-ne l'aigua residual per a reg, entre altres usos.

## Problemàtica mediambiental
A part del problema de les males olors provocades per l'aplicació dels purins com a fertilitzant, especialment en àrees periurbanes (contaminació odorífera), els purins han esdevingut un problema mediambiental per la seva aplicació en excés com a fertilitzant, especialment en regions on la ramaderia porcina intensiva està molt concentrada, com és el cas d'algunes comarques catalanes.

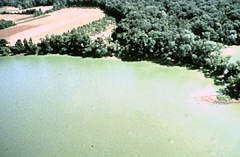
Eutrofització al riu Potomac (EUA)

Només una part dels fertilitzants nitrogenats (en particular els purins) aplicats al sòl són absorbits pels cultius i convertits en matèria vegetal. La resta s'acumulen al sòl o es perden rentats per lixiviació o escorrentia. Taxes d'aplicació altes de fertilitzants que contenen nitrogen en formes solubles en aigua provoquen un augment de l'escorrentia a través de les aigües superficials, així com de la lixiviació cap a les aigües subterrànies. Nivells de nitrats superiors a 10 mg / L (10 ppm) en l'aigua de beguda poden causar la "síndrome del nadó blau" (metahemoglobinèmia adquirida). L'eutrofització, és a dir, la proliferació de biomassa a l'aigua deguda a un excés de nutrients en masses d'aigua com rierols, rius, llacunes i llacs suposa problemes mediambientals com ara el descens de la biodiversitat, canvis en la composició i dominància de les espècies i efectes tòxics.
Algunes comarques catalanes, com Osona, estan especialment afectades per aquesta problemàtica a causa de l'alta concentració ramadera, amb nivells de nitrats a l'aigua subterrània superiors als permesos per la llei per al consum humà. La concentració mitjana per nitrats a les aigües subterrànies és superior al límit màxim segons la legislació vigent (50 mg/l) a comarques com el Maresme (176,3 mg/l), Osona (75,6 mg/l), l'Alt Penedès (65,5 mg/l), la Segarra (57,8 mg/l), el Tarragonès (57,4 mg/l) i l'Urgell (57,4 mg/l), i excepte en el cas del Maresme, la cabana porcina i bovina incideixen directament, encara que no exclusivament, en aquesta contaminació.

## Regulació legal de la gestió dels purins

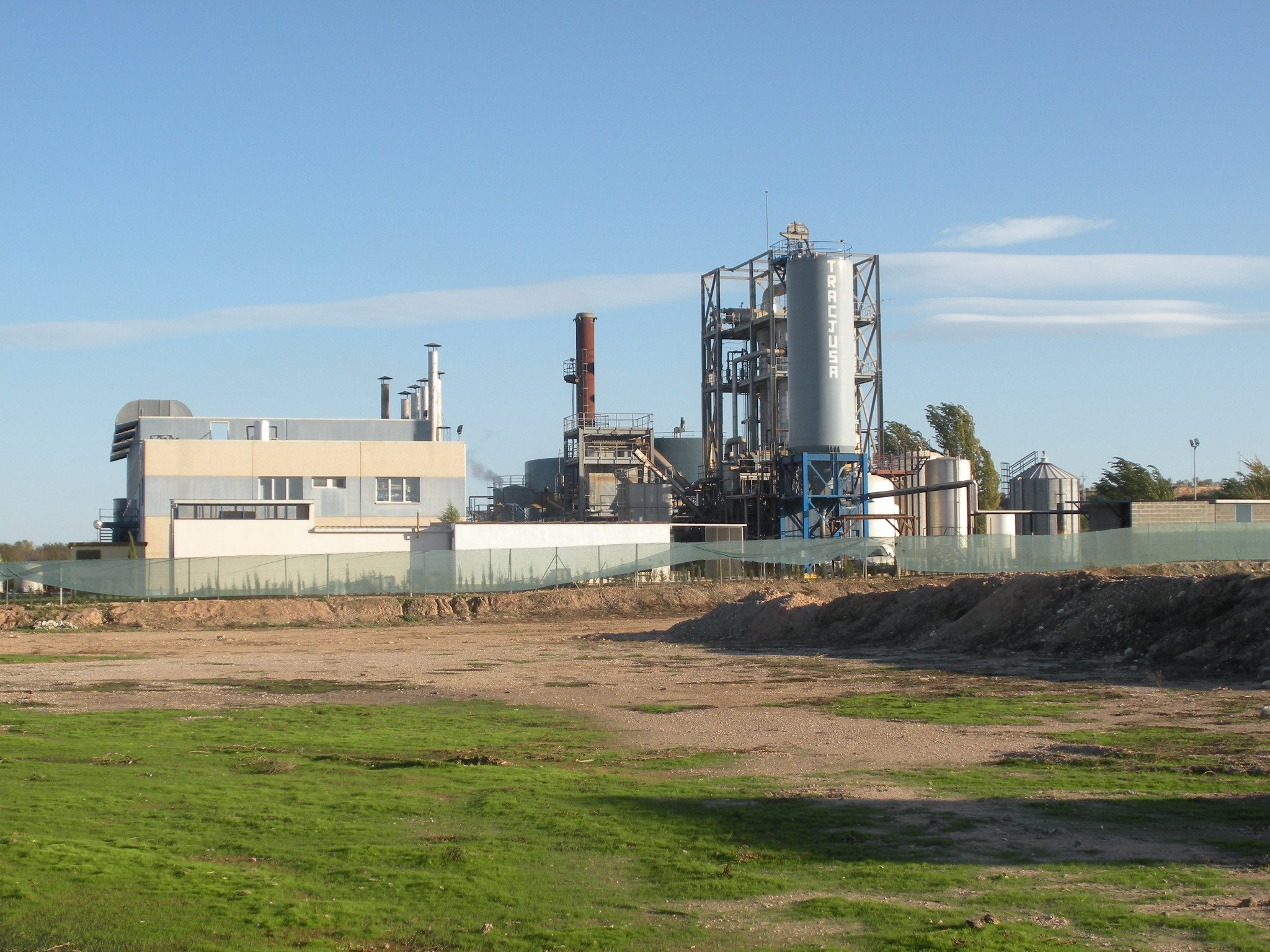
Planta de tractament de purins, a Juneda

La problemàtica mediambiental mencionada va fer que, a partir de principis de la dècada de 1990, es comencés a regular des de l'Administració la gestió que es fa de les dejeccions ramaderes, és a dir, els purins i fems produïts a les explotacions ramaderes. El desenvolupament normatiu que afecta la gestió de dites dejeccions és molt ampli, amb múltiples disposicions tant de la Unió Europea, com del govern espanyol i de les comunitats autònomes, i en particular a Catalunya.
La regulació afecta àmbits com:
- el disseny i capacitat dels dipòsits d'emmagatzematge dels purins i fems.
- l'aplicació dels purins i fems com a fertilitzants agrícoles, establint dosis màximes d'adobat segons el cultiu, la zona o l'època de l'any.
- el foment de sistemes de tractament fora de l'àmbit agrari, com les plantes de tractament de purins, els centres de recollida i gestió.
- el control que han de fer els ramaders de la gestió dels purins i fems, amb l'obligatorietat de:
  - elaborar plans de gestió que recullin quina és la producció prevista de les explotacions i quin ús s'hi pensa donar, en els anomenats "Plans de dejeccions ramaderes".
  - portar un registre de les sortides de fems i purins de les granges i de l'ús que s'hi dona en l'anomenat "Llibre registre de dejeccions ramaderes".
- la utilització de fertilitzants nitrogenats (incloent purins, fems i altres adobs nitrogenats) per part dels agricultors (tant si són ramaders com no) en les zones declarades com a "vulnerables" per l'alta concentració de nitrats en els aqüífers.